# 木贼
木贼（学名：Equisetum hyemale）为木贼科木贼属下的一种蕨類植物。

## 別名
- 中國大陸：接骨草、接骨木、筆頭草、剝節草。
- 臺灣：接骨胴（Tsiap-kut-tâng）、節骨草（Tsat-kut-tsháu）、節枯草（Tsat-koo-tsháu）、節節草（Tsat-tsat-tsháu）
- 英語：、，南非特稱為
- 日本：砥草（トクサ）、歯磨草（ハミガキクサ）

## 生長
木賊生長於海拔2,530公尺以下之溪流邊或岸邊堤防上，可在石頭縫隙或草坡間看見。

## 特徵
木賊屬於蕨類之一，莖、葉細長，在草叢間不易發現，是古老的植物，也因為如此，它的葉片退化，長相類似空心菜的莖，中空而細，但葉片無法長出孢子囊，因此長在莖的最頂端，成卵狀，根莖直立，屬於多年生草本植物。

## 名称由来
李时珍《本草纲目》中记载︰“此草有節，面糙澀。治木骨者，用之磋擦則光淨，猶云木之賊也。”，其中“贼”得名于《尔雅·释虫》中“食苗心，螟。食葉，蟘。食節，賊。食根，蟊。”。

## 用途及毒性
- 藥用

木賊一般皆製成中藥，採全株可降火氣、治療肝炎、熱冷咳及支氣管炎，也可治眼部疾病及跌倒挫傷；因木賊草含有木賊酸、樹脂等有機結合的酸，這些皆具收斂之功效，因此有消炎與止血之功用，但全株有毒，服用前應經過特殊處理。
- 清潔

木賊的莖含有矽質，觸感粗糙，因此可以當作刷子來清潔物品。

## 外部連結
- 木賊 Muzei （页面存档备份，存于） 中藥材圖像數據庫 (香港浸會大學中醫藥學院)
- 木賊介紹 （页面存档备份，存于） 木賊-認識植物

## 扩展阅读
- 維基物種上的相關：木贼